# Игнатьев, Ардалион Васильевич
Ардалион Васильевич Игнатьев (22 декабря 1930 или 24 ноября 1930, Новое Тойдеряково, Нижегородский край — 24 октября 1998, Чебоксары) — советский легкоатлет. Бронзовый призер Олимпийских игр (1956), Заслуженный мастер спорта СССР (1953).

## Биография

### Трудовая деятельность
Ардалион Игнатьев воспитанник секции легкой атлетики Канашского учительского института. После окончания института работал преподавателем математики, физики и физической культуры. Учился в Ленинградском институте физкультуры имени П. Ф. Лесгафта.
Работал тренером в Ленинграде. В 1970—1996 годах преподавал в Чувашском государственном педагогическом институте им. И. Я. Яковлева. Работал тренером-преподавателем в Чувашском сельскохозяйственном институте. Был учителем физической культуры школы № 38, тренером и директором детско-юношеской спортивной школы города Чебоксары. В начале 90-х гг. руководил Федерацией легкой атлетики Чувашской Республики.
Умер 24 октября 1998 года в Чебоксарах. Похоронен на мемориальном кладбище города Чебоксары.

### Спортивная карьера
Летом 1951 года в Чебоксарах, на стадионе «Энергия», на чемпионате республики Игнатьев на дистанции 100 метров выигрывает финальный забег. В тот же день дистанцию 400 м он пробегает за. Его включают в сборную Чувашии. В 1952 году становится чемпионом СССР в беге на 400 м с новым рекордом СССР. В беге на 200 м завоевывает серебряную медаль. Так он стремительно врывается в национальную сборную Советского Союза. В 1952 году XV Олимпийские игры в Хельсинки. Дебют чувашского спортсмена на Олимпиаде. А.Игнатьев выступает на дистанциях 400 м, 4×400 м. Устанавливает три рекорда СССР. В 1953 году в столице Румынии в г. Бухарест на Всемирном фестивале молодежи и студентов выигрывает три золотые медали в беге на 200 м, 400 м, в эстафете 4×400 м с новыми рекордами СССР.
В 1954 году в Берне (Швейцария) на Чемпионате Европы по легкой атлетике А. Игнатьев завоевывает золотую медаль на дистанции 400 м и выигрывает серебряную медаль в беге на 200 м. В 1956 году участвует на XVI Олимпийских играх в Мельбурне (Австралия) и становится первым представителем чувашского народа, завоевавшим призовое место на Олимпийских играх.

## Соревнования
Ардалион Игнатьев принимал участие:
- XV Олимпийские игры в Хельсинки, проходившие в 1952 году;
- XVI Олимпийские игры в Мельбурне, проходившие в 1956 году.

### Победы
- 3 золотые медали на Всемирном фестивале молодежи и студентов (1953);
- Чемпион Европы (1954);
- Бронза на Олимпийских играх в Мельбурне (1956).

## Награды
- Заслуженный мастер спорта СССР
- Заслуженный работник физической культуры и спорта Чувашской Республики
- Орден Трудового Красного Знамени (27.04.1957) — «за успехи, достигнутые в деле развития массового физкультурного движения в стране, повышения мастерства советских спортсменов, и успешное выступление на международных соревнованиях»
- Орден «Знак Почёта»

## Память
В честь Ардалиона Игнатьева названы Центр спортивной подготовки сборных команд Чувашской Республики (бывшая школа высшего спортивного мастерства), улицы в Чебоксарах и в селе Яльчики.
С 2015 года в конце сентября в Москве, на территории парка культуры и отдыха «Сокольники» чувашское землячество Москвы организует ежегодный легкоатлетический кросс имени первого олимпийца Чувашии, бронзового призера XVI летних Олимпийских игр 1956 года в Мельбурне (в беге на 400 метров) Ардалиона Игнатьева.